# Rafael Botín y Sánchez de Porrúa
Rafael Botín y Sánchez de Porrúa fue un político y abogado español que nació en Santander en el año 1867, y falleció en la capital cántabra en 1946. Fue Alcalde de Santander entre los años 1917 y 1918.

## Vida
Rafael fue el mayor de los tres hijos de Rafael Botín y Aguirre y Francisca Sánchez de Porrúa. Se casó con Mercedes Pombo y Labat, con quien tuvo cuatro hijos Mercedes Botín y Pombo, Carmen Botín y Pombo, Alberto Botín y Pombo, Clara Botín y Pombo, Rafaela Botín Pombo y Teresa Botín y Pombo.
Profesionalmente, ejerció su carrera de abogado en su propio bufete, uno de los más prestigiosos de Santander, aunque posteriormente sería letrado de los Bancos de Santander y España, siendo además consejero del banco cántabro.
Fue Jefe de Bomberos Voluntarios, institución con la que logró la Medalla de Bomberos Voluntarios en honor a sus veinte años de servicio para la asociación, así como el Premio a la Constancia de Bomberos Voluntarios. Además de estos galardones, recibió también la Medalla de Isabel la Católica.
Políticamente, destacó en el cargo de Alcalde de Santander, puesto que ocupó entre los años 1917 y 1918, durante el reinado de Alfonso XIII. Tuvo también una ganadería diplomada de vacas neerlandesas, con las que obtuvo numerosos premios.

## Distinciones
- Medalla de Isabel la Católica
- Medalla al Mérito Agrícola
- Medalla al Mérito Ganadero
- Medalla de Bomberos Voluntarios
- Premio a la Constancia de Bomberos Voluntarios

| Predecesor: Vidal Gómez Collantes | Alcalde de Santander 1917 - 1918 | Sucesor: Eduardo Pereda Elordi |

- Datos: Q6097077